# Ismene × deflexa
Ismene × deflexa là một loài thực vật có hoa lai ghép trong họ Amaryllidaceae. Loài này được Herb. mô tả khoa học đầu tiên năm 1839.

## Hình ảnh

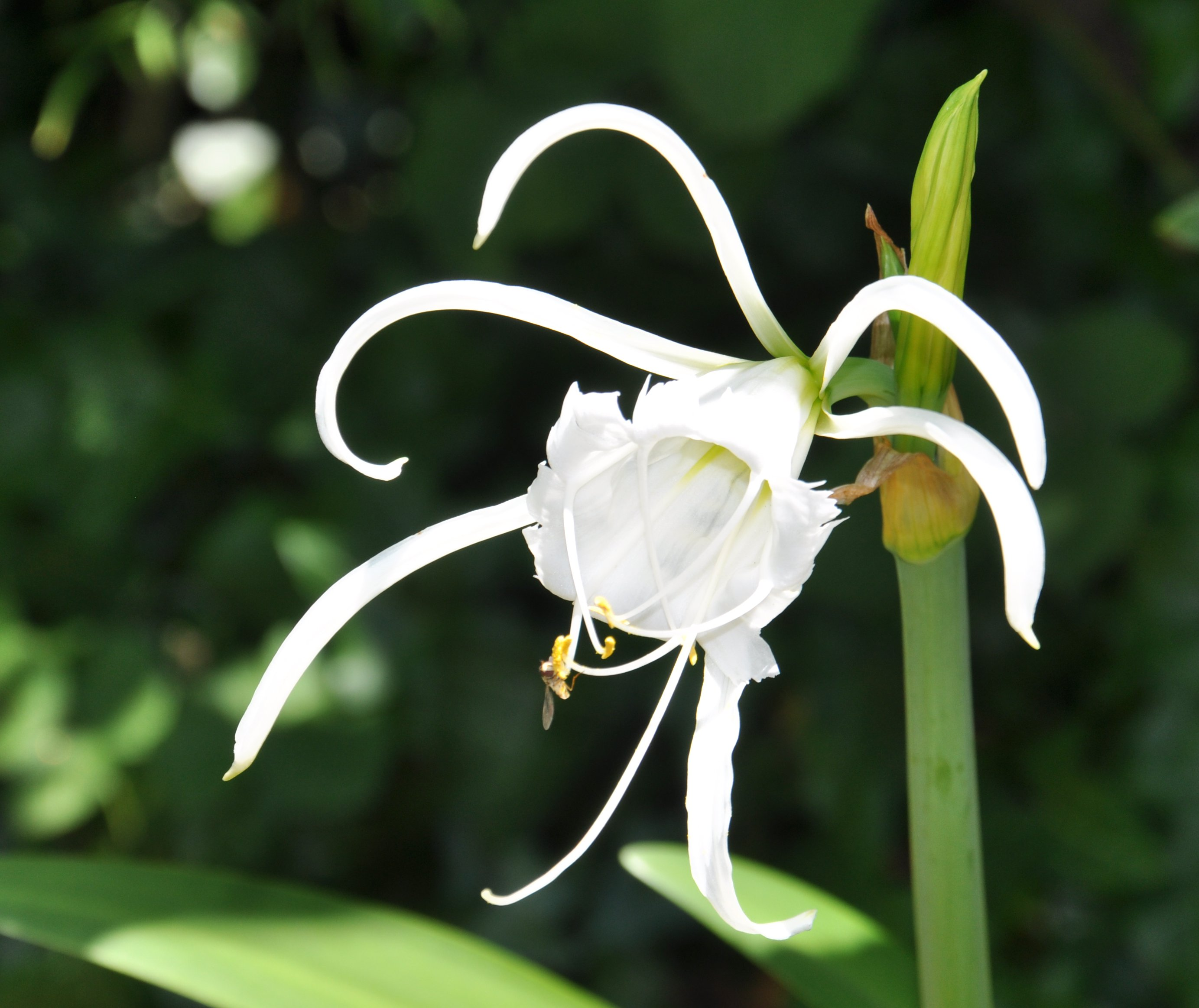
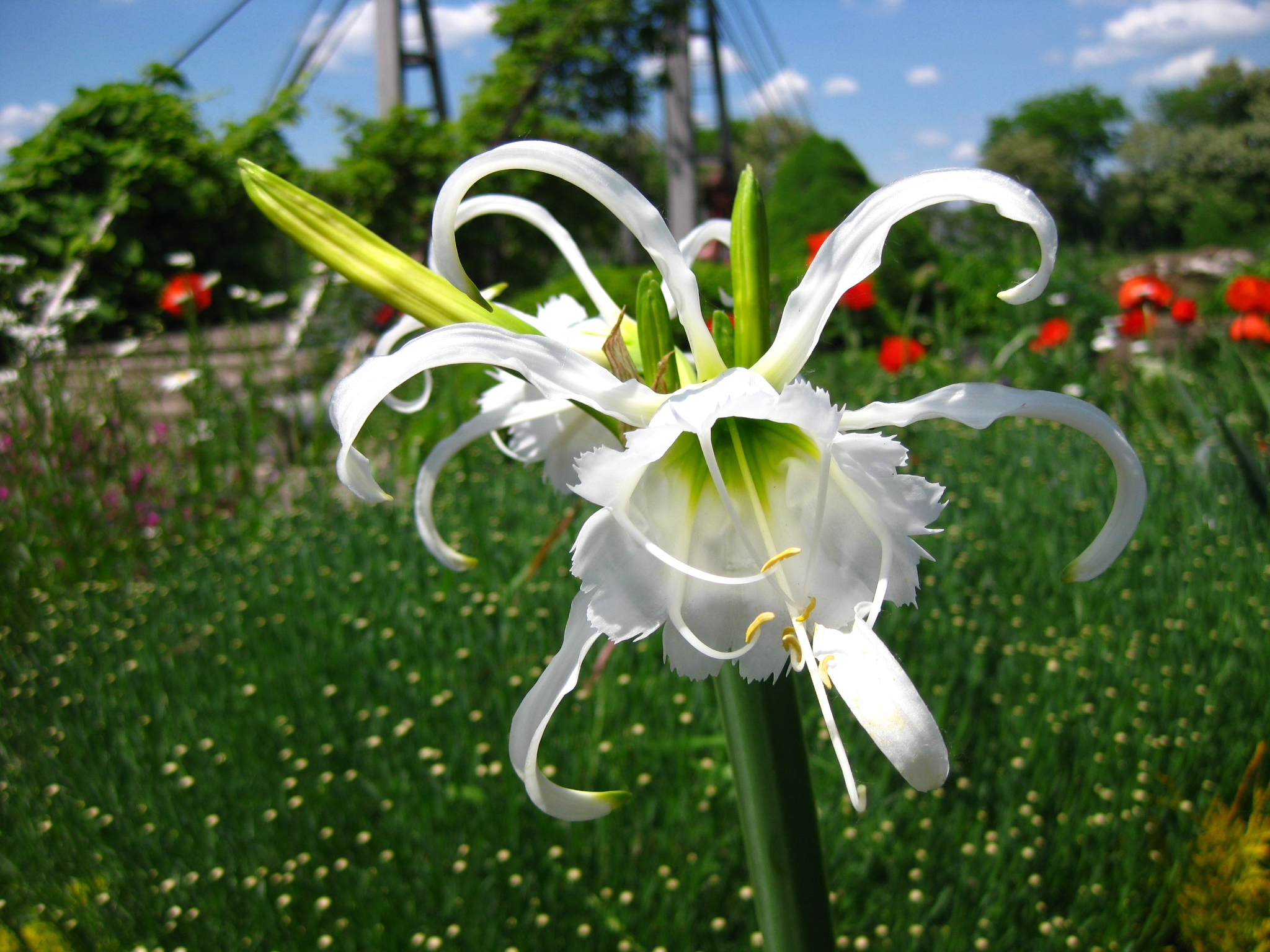